# Conan Gray
Conan Lee Gray (Lemon Grove, California; 5 de diciembre de 1998) es un cantante, compositor y celebridad de internet estadounidense. Comenzó subiendo vlogs, versiones y canciones originales a YouTube cuando era un adolescente en Georgetown, Texas. Gray firmó un contrato discográfico con Republic Records en 2018, donde lanzó su EP debut Sunset Season (2018). Su álbum de estudio debut, Kid Krow (2020), debutó en el número 5 en el Billboard 200 de EE. UU., convirtiéndolo en el mayor debut de artista nuevo en EE. UU. de 2020. Kid Krow incluyó los sencillos de éxito comercial «Maniac» y «Heather», volviéndose un cantante bastante reconocido por esas canciones.

## Primeros años
Gray nació el 5 de diciembre de 1998 en Lemon Grove, California, de un padre irlandés y madre japonesa. Su madre fue diagnosticada de cáncer durante su embarazo de Conan, los médicos le recomendaron abortar pero se negó. Cuando era un bebé, su familia se mudó a Hiroshima, Japón, debido a que su abuelo necesitaba atención médica ya que se le diagnosticó cáncer. Después de vivir allí durante dos años, la familia regresó a California. Gray solía hablar japonés con fluidez, pero desde entonces ha perdido su fluidez en el idioma.
Los padres de Gray se divorciaron cuando él tenía tres años. En un video de "''Draw My Life", detalla sus experiencias con el divorcio cuando era niño.  Como su padre estaba en el ejército, Gray se mudó doce veces durante su infancia, moviéndose tres veces solo durante el sexto grado. Gray fue acosado con frecuencia durante la escuela primaria. En un momento, fue uno de los cinco niños medio asiáticos en su escuela.
Gray finalmente se instaló en Georgetown, Texas, cuando era preadolescente, donde permaneció durante el resto de su adolescencia. La vida de Gray en el centro de Texas inspiró gran parte de su arte y música. Fue aceptado en UCLA y se mudó a Los Ángeles, California en septiembre de 2017.

## Carrera

### 2013–2016: Comienzos de carrera en YouTube
Creó su canal oficial en 2013, y comenzó a crear videos a los 12 años de edad.  El contenido de vlogs de Gray se centra principalmente en su vida en un pequeño pueblo de Texas. A menudo es aclamado por su apreciación de la nostalgia relacionada con los Estados Unidos.  Gray ha grabado música, ha mostrado su arte y ha creado otros videos para su vlog con más de 25 millones de visitas.

### 2017-2019: Sunset Season
Conan Gray lanzó su sencillo debut "Idle Town", en marzo de 2017. La canción obtuvo más de 14 millones de reproducciones en Spotify y 12 millones de visitas en YouTube. Gray lanzó su segundo sencillo "Grow" el 1 de septiembre de 2017, y el video musical lo siguió al día siguiente. En octubre de 2018, Gray lanzó el sencillo "Generation Why" con Republic Records, que se describió como "una llamada de reunión para los millennials".  En noviembre de 2018, Gray lanzó el «EP» Sunset Season de cinco pistas que incluye las canciones "Idle Town" , "Generation Why", "Crush Culture", "Greek God" y "Lookalike". El EP alcanzó el puesto número 2 en la lista de álbumes de Billboard Heatseekers y en el número 116 en el Billboard 200. Gray se embarcó en una gira por América del Norte en apoyo del EP con Girl in Red.
Gray hizo su debut televisivo a altas horas de la noche cuando actuó en Late Night with Seth Meyers en la víspera de febrero de 2019 antes de realizar varios programas como telonero de Panic! at the Disco durante su gira "Pray for the Wicked". Tocó en festivales de conciertos como "The Great Escape" además de realizar giras a nivel nacional.
En febrero de 2019, Gray relanzó el sencillo "The Other Side", después de publicarlo originalmente en YouTube en 2016 en la víspera del primer día de su último año en la escuela secundaria. Entre marzo y octubre de 2019, Gray lanzó una serie de sencillos de su álbum debut, Kid Krow, a saber, "Checkmate", "Comfort Crowd" y "Maniac", y un sencillo independiente, "The King". En octubre de 2019, Gray se embarcó en su segunda gira principal por América del Norte con el apoyo del aclamado músico neozelandés Benee y del artista estadounidense UMI. En octubre de 2019, el catálogo de Gray había ganado más de 250 millones de transmisiones en todas las plataformas en conjunto. Gray recibió el Shorty Awards de 2019 al mejor músico de YouTube, y fue nominado como Artista revelación en los Streamy Awards de 2019.

### 2019 – 2021: Kid Krow
Los primeros sencillos lanzados fueron Checkmate, Comfort Crowd y Maniac. El último sigle fue todo un éxito en las plataformas de streaming. Acumulando más de 90 millones de visitas en Youtube y más de 500 millones streams en Spotify. En septiembre de 2019 se embarcó en una gira titulada "Comfort Crowd Tour", promocionando sus singles más nuevos y acumulando aún más gente siguiéndolo.
Durante la segunda semana de 2020, Gray compartió pistas diarias sobre el título de su álbum debut en Twitter. El 9 de enero de 2020, reveló el título, Kid Krow, y escribió: "Digo más en este álbum de lo que he dicho en mi vida, y no puedo esperar para contarte todos mis secretos. "todo". Gray lanzó "The Story" el mismo día del anuncio del álbum, así como "Wish You Were Sober" como un lanzamiento sorpresa dos días antes del lanzamiento del álbum. A principios de 2020, el sencillo de Gray "Maniac" se convirtió en un éxito en la radio pop internacional,  específicamente en Australia, donde fue certificado platino. La canción también fue certificada Platino en Canadá y Oro en los Estados Unidos, convirtiéndola en su primera canción certificada en los tres países. Se convirtió en su primer sencillo en las listas de Billboard cuando alcanzó el #25 en la lista Bubbling Under Hot 100, así como en las 100 listas principales de Australia, Irlanda y Corea del Sur.
Gray lanzó su álbum de estudio de larga duración Kid Krow el 20 de marzo de 2020, que debutó en el #5 en el Billboard 200, así como en el número 1 en la lista de álbumes pop de EE. UU. y el #2 en la lista de ventas de álbumes principales con más de 37 mil. ventas. En los EE. UU., fue el debut de artista nuevo más grande de 2020 hasta marzo y fue el mejor álbum de debut en solitario de pop en más de dos años desde el álbum homónimo de Camila Cabello de 2018. El álbum fue elogiado por publicaciones como Paper, Billboard, NPR, Teen Vogue y Paste.
Gray estaba programado para actuar en The Tonight Show Starring Jimmy Fallon el 16 de marzo, así como en Coachella a mediados de abril de 2020, sin embargo, ambas actuaciones fueron canceladas debido a la pandemia de COVID-19. A mediados de 2020, tanto Forbes como Billboard incluyeron a Gray como líder en sus predicciones para los nominados a Mejor Artista Nuevo en los Grammy Awards de 2021. Tras el éxito comercial de Kid Krow, Apple Music nombró a Gray como artista de Up Next y lanzó un mini-documental exclusivo sobre él en abril de 2020. Su Kid Krow World Tour con el apoyo de Bülow se pospuso hasta nuevo aviso.
En agosto de 2020, la canción "Heather" se hizo popular en la plataforma de redes sociales, TikTok, convirtiéndose en el sexto y último sencillo de Kid Krow. Convirtió a Gray en su primera entrada en el Billboard Hot 100 en su carrera, y además se ubicó en el top 40 de países como el Reino Unido, Australia, Nueva Zelanda, e Irlanda. Se convirtió en su sencillo de mayor éxito comercial desde "Maniac", que alcanzó el éxito en la radio internacional a principios de ese año. Gray interpretó "Heather" tanto en The Late Late Show with James Corden como en The Today Show en octubre de 2020. Lanzó el sencillo "Fake" con el cantante estadounidense Lauv en octubre de 2020. En febrero de 2021, Gray lanzó el sencillo "Overdrive", considerado por muchos, el sencillo independiente que cerraría con broche de oro la era de Kid Krow.

### 2022: Superache
Durante el 2021 lanzó los sencillos "Astronomy" y "People Watching", dando la bienvenida a la nueva era de Superache, su segundo álbum de estudio. El 21 de enero y el 15 de abril de 2022, respectivamente, Gray lanzó los sencillos "Jigsaw" y "Memories". El 11 de abril, Gray reveló la portada de segundo álbum, Superache, y anunció su lanzamiento para el 24 de junio de 2022. A excepción de "Overdrive" y "Telepath", todos los sencillos lanzados por Gray desde 2021 aparecerán en su segundo álbum. Sin embargo, "Overdrive" y "Telepath"  aparecerán en la edición de lujo del álbum. 
El 1 de marzo de 2022, Gray dio su primer concierto en casi dos años apoyado en la gira "Conan Gray World Tour", con el que recorrió Europa y Norteamérica. Esta gira compiló las canciones de Kid Krow mezclado con los sencillos anteriores de Superache. El día 9 de junio terminó la Gira en Londres en Inglaterra. 
Con Superache ya lanzado, en septiembre de 2022, Gray emprendió la gira para promocionar el disco "Superache".
2024: Found Heaven 
El día 10 de mayo de 2023 se lanzó el primer teaser de la nueva canción de Gray, Never Ending Song, cuyo video musical sería publicado poco más tarde, el 19 de mayo. En distintas secciones del video se muestran referencias a estrellas, las cuales serían el símbolo representativo de Found Heaven. 

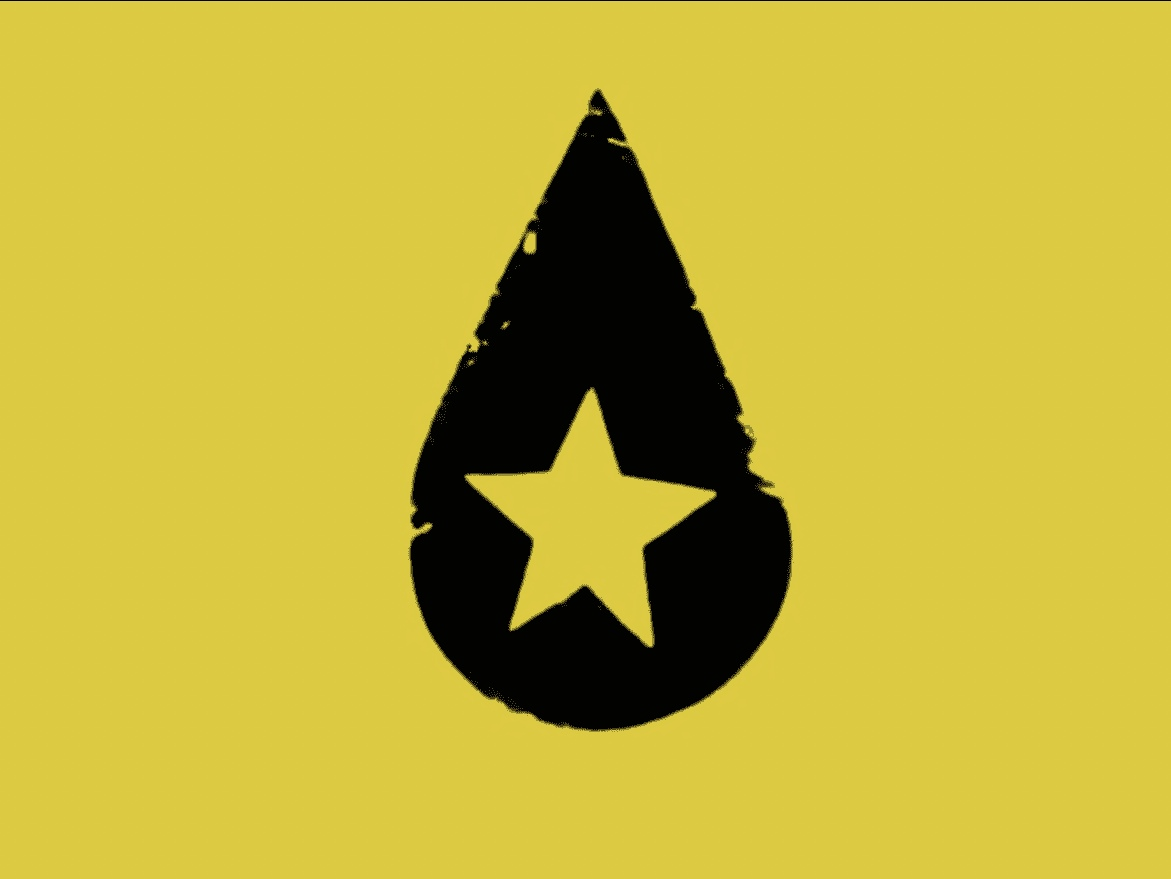
Símbolo representativo del álbum "Found Heaven", siendo descrito por Gray como una estrella dentro de una lágrima.

Durante el resto del 2023 se lanzarían los sencillos Winner y Killing Me. Tiempo después en febrero de 2024 se lanzaría Lonely Dancers, y eventualmente se lanzaría Alley Rose como último sencillo del álbum. 
La portada de Found Heaven fue revelada en las redes sociales de Gray el 31 de enero de 2024, siendo publicado el álbum poco menos de tres meses después, el 5 de abril del mismo año. 
La gira promocional del álbum, "Found Heaven On Tour" daría inicio el 11 de julio en la ciudad de Melbourne, Australia, y finalizó el 10 de noviembre del 2024 en la ciudad de Londres. La gira fue elogiada por su enfoque en escenografía, temática y elementos de iluminación nunca antes vistos en giras anteriores. 
La gira abarcó 38 shows en Australia, Norteamérica, Asia y Europa, teniendo espectáculos completamente vendidos en lugares como el Madison Square Garden, Kia Forum, entre otros complejos de gran capacidad. 
El álbum ha recibido críticas mixtas, siendo elogiado por su enfoque más maduro y su sonido pop más elaborado, combinando elementos "synth-pop" con influencia de los años 80.
El álbum alcanzó el puesto #14 en el Billboard 200 y llegó al top 10 en países como Australia o Bélgica. En el Reino Unido se colocó en la #4 posición, consolidando su éxito en Europa.

## Arte

### Influencias

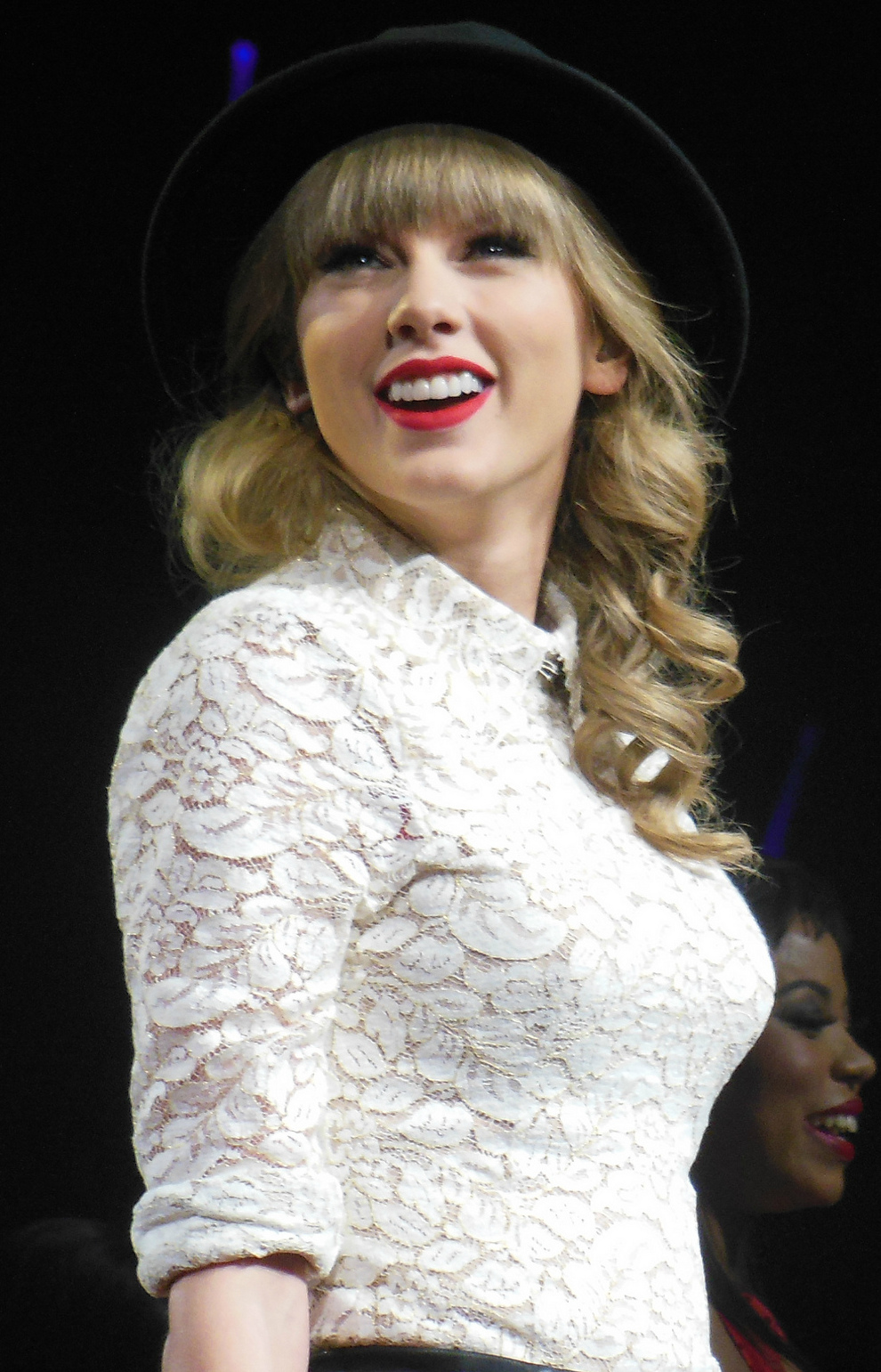
Gray ha declarado que Taylor Swift lo crio "como escritor y como humano".

Un artista indie pop, acoustic pop, y pop de dormitorio, Gray ha citado a Taylor Swift como su mayor inspiración, afirmando que "fue criado por [ella]" y que es "el Swiftie más grande". Le dijo a People: "La amo tanto. Amo su música. Amo lo que hace. Amo su lirismo. Amo cómo ha manejado su carrera. Es una maldita jefa. Crecí escuchando su música desde entonces. Tenía nueve años. Siento que ella me moldeó tanto como persona". Swift elogió el álbum debut de Gray, Kid Krow, y la canción "Wish You Were Sober" en su historia personal de Instagram, a lo que Gray respondió: "Gracias por ser mi inspiración e ícono para la composición de canciones de toda la vida. Honestamente, siento que me criaste como escritor y como humano y no puedo expresar con palabras cuánto significan para mí. Gracias por todo. Swiftie de por vida" En una entrevista con Zane Lowe, para Apple Music, Gray afirmó que Swift es su "número uno por encima de todo", y continuó diciendo que "ella es solo mi ícono de composición y nunca entenderé cómo hace lo que hace. Es simplemente increíble". Gray también reveló que Swift le envió un mensaje y felicitó a Kid Krow.
Gray ha nombrado a Lorde como una de sus otras influencias principales, y ha explicado que su EP Sunset Season se inspiró principalmente en la nostalgia de pueblo pequeño de su álbum debut Pure Heroine. También ha citado a The Chicks y Adele como algunas de sus influencias musicales, además de expresar una admiración mutua por V de BTS, y Billie Eilish. Hablando sobre el rápido ascenso de Eilish a la fama en 2019, Gray le dijo a ET: "Billie y yo hemos sido amigos desde, literalmente, desde siempre, desde que ella tenía 15 años. Yo tenía 17 años. Éramos muy jóvenes. descubrir todas estas pequeñas cosas a lo largo del camino ha sido realmente útil para mí". Gray ha citado "Baby" de Justin Bieber como una canción importante que lo inspiró. Gray también ha identificado a Lana Del Rey como una de sus influencias pop más fuertes; ha versionado algunas de sus canciones.
Teen Vogue llamó a Gray "el príncipe pop de los adolescentes tristes de Internet".

## Discografía

### Álbumes de estudio
| Título       | Detalles de álbum                                                                                     | Posiciones en las listas | Posiciones en las listas | Posiciones en las listas | Posiciones en las listas | Posiciones en las listas | Posiciones en las listas | Posiciones en las listas | Posiciones en las listas | Posiciones en las listas | Posiciones en las listas | Posiciones en las listas | Ventas                    |
| Título       | Detalles de álbum                                                                                     | USA                      | AUS                      | AUT                      | BELIO(FL)Ultratop        | CAN                      | IRL                      | NLD                      | NOR                      | NZ                       | SCO                      | UK                       | Ventas                    |
| ------------ | --- | ------------------------ | ------------------------ | ------------------------ | ------------------------ | ------------------------ | ------------------------ | ------------------------ | ------------------------ | ------------------------ | ------------------------ | ------------------------ | ------------------------- |
| Kid Krow     | - Publicado: 20 de marzo de 2020 - Discográfica: Republic, UMG - Formatos: CD, LP, streaming, casete. | 5                        | 26                       | 60                       | 49                       | 5                        | 20                       | 43                       | 32                       | 32                       | 11                       | 30                       | - USA: 37,000 - UK: 2,393 |
| Superache    | Publicado: 24 de junio de 2022 Discográfica: Republic, UMG Formatos: CD, LP, streaming, casete.       | 9                        | 8                        | 14                       | 14                       | 24                       | 8                        | 9                        | 38                       | 11                       | 13                       | 8                        |                           |
| Found Heaven | Publicado: 5 de abril de 2024 Discografía: Republic                                                   |                          |                          |                          |                          |                          |                          |                          |                          |                          |                          |                          |                           |

### EP
| Título        | EP Detalles                                                                                                  | Posiciones en las listas | Posiciones en las listas | Posiciones en las listas | Pistas                                                                        |
| Título        | EP Detalles                                                                                                  | EE. UU.                  | USHeat.Top Heatseekers   | UKDown.                  | Pistas                                                                        |
| ------------- | --- | ------------------------ | ------------------------ | ------------------------ | ----------------------------------------------------------------------------- |
| Sunset Season | - Publicado: 16 de noviembre de 2019 - Discográfica: Republic Records, UMG - Formatos: CD, LP, DL, streaming | 116                      | 2                        | 57                       | Ver lista"Idle Town" "Generation Why" "Crush Culture" "Greek God" "Lookalike" |

### Sencillos
| "Idle Town"                                                                 | 2017 | —   | —   | —   | —   | —   | —   | —   | —   | —   | —   |                                              | Sunset Season          |  |  |  |
| "Grow"                                                                      | 2017 | —   | —   | —   | —   | —   | —   | —   | —   | —   | —   |                                              | Sencillo Independiente |  |  |  |
| "Generation Why"                                                            | 2018 | —   | —   | —   | —   | —   | —   | —   | —   | —   | —   |                                              | Sunset Season          |  |  |  |
| "Crush Culture"                                                             | 2018 | —   | —   | —   | —   | —   | —   | —   | —   | —   | —   |                                              | Sunset Season          |  |  |  |
| "The Other Side"                                                            | 2019 | —   | —   | —   | —   | —   | —   | —   | —   | —   | —   |                                              | Sencillo Independiente |  |  |  |
| "The King"                                                                  | 2019 | —   | —   | —   | —   | —   | —   | —   | —   | —   | —   |                                              | Sencillo Independiente |  |  |  |
| "Checkmate"                                                                 | 2019 | —   | —   | —   | —   | —   | —   | —   | —   | —   | —   |                                              | Kid Krow               |  |  |  |
| "Comfort Crowd"                                                             | 2019 | —   | —   | —   | —   | —   | —   | —   | —   | —   | —   |                                              | Kid Krow               |  |  |  |
| "Maniac"                                                                    | 2019 | —   | 24  | 41  | —   | 83  | —   | —   | —   | —   | —   | - RIAA:Platino - ARIA: Platino - MC: Platino | Kid Krow               |  |  |  |
| "The Story"                                                                 | 2020 | —   | —   | 43  | —   | —   | —   | —   | —   | —   | —   |                                              | Kid Krow               |  |  |  |
| "Wish You Were Sober"                                                       | 2020 | —   | —   | —   | —   | —   | —   | —   | —   | —   | —   |                                              | Kid Krow               |  |  |  |
| "Heather"                                                                   | 2020 | 46  | 13  | 1   | 26  | 12  | 21  | 13  | 2   | 41  | 17  | - RIAA: Platino - MC: Platino - RMNZ: Oro    | Kid Krow               |  |  |  |
| "Fake" con Lauv)                                                            | 2020 | —   | —   | —   | —   | —   | —   | —   | —   | —   | —   |                                              | TBA                    |  |  |  |
| "Overdrive"                                                                 | 2021 | —   | —   | —   | —   | —   | —   | —   | —   | —   | —   |                                              | TBA                    |  |  |  |
| "Astronomy"                                                                 | 2021 | —   | —   | —   | —   | —   | —   | —   | —   | —   | —   |                                              | TBA                    |  |  |  |
| "People Watching"                                                           | 2021 | —   | —   | —   | —   | —   | —   | —   | —   | —   | —   |                                              | TBA                    |  |  |  |
| "Telepath"                                                                  | TBA  | TBA | TBA | TBA | TBA | TBA | TBA | TBA | TBA | TBA | TBA |                                              |                        |  |  |  |
| "Never Ending Song"                                                         | 2023 | —   | —   | —   | —   | —   | —   | —   | —   | —   |     |                                              | Found Heaven           |  |  |  |
| "Winner"                                                                    | 2023 |     |     |     |     |     |     |     |     |     |     |                                              | Found Heaven           |  |  |  |
| "Killing Me"                                                                | 2023 |     |     |     |     |     |     |     |     |     |     |                                              | Found Heaven           |  |  |  |
| "Lonely Dancers"                                                            | 2024 |     |     |     |     |     |     |     |     |     |     |                                              | Found Heaven           |  |  |  |
| "Alley Rose"                                                                | 2024 |     |     |     |     |     |     |     |     |     |     |                                              | Found Heaven           |  |  |  |
| "Holidays"                                                                  | 2024 |     |     |     |     |     |     |     |     |     | .   |                                              |                        |  |  |  |
| "—" denota una grabación que no se trazó o no se publicó en ese territorio. |      |     |     |     |     |     |     |     |     |     |     |                                              |                        |  |  |  |

### Otras canciones registradas
| Título      | Año  | Posiciones en lista | Álbum    |
| Título      | Año  | NZ Hot              | Álbum    |
| ----------- | ---- | ------------------- | -------- |
| "Affluenza" | 2020 | 36                  | Kid Krow |

## Premios y nominaciones
| Año  | Premio                  | Categoría                        | Trabajo  | Resultado           | Ref.            |
| ---- | ----------------------- | -------------------------------- | -------- | ------------------- | --------------- |
| 2019 | Shorty Awards           | Mejor música de YouTube          | Él mismo | Ganador             | [ 29 ]          |
| 2019 | Streamy Awards          | Artista innovador                | Él mismo | Nominado            | [ 30 ]          |
| 2020 | BreakTudo Awards        | Nuevo artista internacional      | Él mismo | Nominado            | [ 121 ]         |
| 2020 | MTV EMAs                | Mejor Artista Push               | Él mismo | Nominado            | [ 122 ]         |
| 2020 | MTV Video Music Awards  | Artista Push del año             | Él mismo | Lista larga de PUSH | [ 123 ]         |
| 2020 | People's Choice Awards  | Mejor nuevo artista de 2020      | Él mismo | Nominado            | [ 124 ]         |
| 2021 | Gold Derby Music Awards | Mejor nuevo artista              | Él mismo | Nominado            | [ 125 ] [ 126 ] |
| 2021 | BreakTudo Awards        | Artista Internacional en Ascenso | Él mismo | Nominado            | [ 127 ]         |

## Giras

### Giras destacadas
- The Sunset Shows. (2018–19)
- The Comfort Crowd Tour. (2019)
- Kid Krow in the World Tour.(2020) (cancelada por COVID19)
- Conan Gray World Tour. (2022)
- Conan Gray Superache Tour. (2022)
- Found Heaven On Tour. (2024)
- The Wishbone Pajama Show. (2025) (Soon to start.)

### Giras como telonero
- Pray for the Wicked Tour (Panic! at the Disco)